# Eugaster nigripes
Eugaster nigripes är en insektsart som beskrevs av Lucien Chopard 1937. Eugaster nigripes ingår i släktet Eugaster och familjen vårtbitare. Inga underarter finns listade i Catalogue of Life.